# Ізабелла Росселліні
Ізабе́лла Росселлі́ні (італ. Isabella Rossellini; нар. 18 червня 1952) — італо-американська акторка, кінорежисерка, модель і письменниця. Найвідоміші ролі — у стрічках «Синій оксамит» (1986), «Дикі серцем» (1990), «Смерть їй личить» (1992), «Марсель, мушля в черевичках» (2021). Номінантка на всі головні премії «сезону кінонагород», зокрема «Оскар», за роль монахині сестри Агнес у детективному трилері «Конклав» (2024).

## Біографія
Народилися 18 червня 1952 року в Римі, у сім'ї акторки Інґрід Бергман та режисера Роберта Росселліні. Має сестру-близнючку Ізотту, зведених сестру Піа Ліндстрем від першого шлюбу матері, молодшого брата Робертіно Інґмара та чотирьох зведених сиблінгів від шлюбів батька. Через кілька років після народження Ізабелли батьки розлучилися, і вона з Ізоттою та Роберто переселилися до батька.
У дитинстві Ізабелла мала серйозні проблеми зі спиною, в неї розвивався сколіоз. У 13 років вона перенесла операцію на хребті, після якої тривалий час проходила реабілітацію.
У 19 років Росселліні переїхала до Нью-Йорка, де вступила до Finch College — навчального закладу для жінок, паралельно працюючи репортеркою в RAI (Італійській суспільній телерадіокомпанії).
У 1979-му в Росселіні одружилася з американським режисером італійського походження Мартіном Скорсезе. 1982 року розлучилася з ним.
Після розлучення одружилася з Джоном Відеманном, народила дочку Елетру. Пізніше мала стосунки з Девідом Лінчем, Гері Олдменом та Грегорі Мошером.

## Кар'єра
Ізабелла Росселіні дебютувала в кіно у 1976 році невеликою роллю у фільмі «Справа часу». Тоді ж виконала одну з титульних ролей у драмі «Поляна» з Мікеле Плачідо.
У 1986 році зіграла у стрічці «Синій оксамит» Девіда Лінча. Роль Дороті Валленс принесла їй світовий успіх, стрічка була відзначена багатьма нагородами.
Росселліні часто з'являлась на обкладинках журналів Vogue, Marie Claire, Harper's Bazaar, Vanity Fair. З 1982-го протягом 14 років була обличчям косметичної компанії Lancôme.
У 2024 році виконала 8-хвилинну роль монахині сестри Агнес у детективному трилері «Конклав», за яку номінувалась на всі головні премії «сезону кінонагород», зокрема «Оскар», «Золотий глобус» та BAFTA.

## Мистецька та громадська діяльність
У березні 1988 року в Музеї сучасного мистецтва Парижа — міста, яке, як і Рим, є для Росселіні рідним, — проведена виставка під назвою «Portrait of a Woman» («Портрет жінки»), на якій експонувались виключно фотографії Росселліні.
У 1997 році Ізабелла Росселіні опублікувала мемуари «Some of Me». У 2002 випустила другу книгу «Looking at Me», присвячену фотографіям та фотографам. 2006 року написала роман про свого батька «Remembering Roberto Rossellini».
Росселіні є активісткою руху із захисту дикої природи, посолкою Національного Фонду США для ЮНІСЕФ. Авторка мінісеріалів «Seduce me» та «Green porno», присвячених особливостям розмноження деяких видів тварин. Бере участь у підготовці собак-поводирів.

## Фільмографія
| Рік       |    | Українська назва         | Оригінальна назва      | Роль                      |
| --------- | -- | ------------------------ | ---------------------- | ------------------------- |
| 2024      | ф  | Конклав                  | Conclave               | сестра Агнес              |
| 2024      | ф  | Астронавт                | Spaceman               | Тума                      |
| 2023      | ф  | Мишоловка                | Cat Person             | Енід Забала               |
| 2021—2023 | с  | Доміна                   | Domina                 | Балбіна                   |
| 2018      | ф  | Віта та Вірджинія        | Vita & Virginia        | леді Секвілл              |
| 2018      | ф  | Суперсімейка 2           | Incredibles 2          | посол                     |
| 2015      | ф  | Джой                     | Joy                    | Труді                     |
| 2013      | с  | Чорний список            | The Blacklist          | Флоріана Кампо            |
| 2013      | ф  | Ворог                    | Enemy                  | мати Адама                |
| 2008      | ф  | Коханці                  | Two Lovers             | Рут Кредайтор             |
| 2007      | с  | 30 потрясінь             | 30 Rock                | Б'янка Донагі             |
| 2006      | ф  | Погана слава             | Infamous               | Марелла Аґнеллі           |
| 2004      | с  | Чарівник Земномор'я      | Legend of Earthsea     | Тар, верховна жриця       |
| 2002      | с  | Наполеон                 | Napoléon               | Жозефіна Богарне          |
| 2000      | тф | Дон Кіхот                | Don Quixote            | герцогиня                 |
| 1999      | мс | Сімпсони                 | The Simpsons           | Астрід Веллер (озвучення) |
| 1997      | с  | Одіссея                  | The Odyssey            | Атена                     |
| 1996      | ф  | Похорон                  | The Funeral            | Клара                     |
| 1996      | с  | Друзі                    | Friends                | камео                     |
| 1994      | ф  | Вайетт Ерп               | Wyatt Earp             | Великий Ніс Кейт          |
| 1994      | ф  | Безсмертна кохана        | Immortal Beloved       | Анна Марія Ердьоді        |
| 1993      | ф  | Безстрашний              | Fearless               | Лора Клайн                |
| 1992      | ф  | Смерть їй личить         | Death Becomes Her      | Лізль фон Руман           |
| 1990      | ф  | Дикі серцем              | Wild At Heart          | Пердіта Дюранго           |
| 1989—1990 | с  | Шоу Трейсі Ульман        | The Tracey Ullman Show | Мей                       |
| 1987      | ф  | Очі чорні                | Очи чёрны              | епізодична роль           |
| 1987      | ф  | Сієста                   | Siesta                 | Мері                      |
| 1987      | ф  | Круті хлопці не танцюють | Tough Guys Don't Dance | Мадлен Реґенсі            |
| 1986      | ф  | Синій оксамит            | Blue Velvet            | Дороті Валленс            |
| 1985      | ф  | Білі ночі                | White Nights           | Дарія Ґрінвуд             |
| 1980      | ф  | У Папи Римського         | Il pap'occhio          | грає сама себе            |
| 1979      | ф  | Галявина                 | Il prato               | Євгенія                   |
| 1976      | ф  | Справа часу              | A Matter of Time       | сестра Пія                |